# Grafschaft Castres
Die Herrschaft Castres und spätere Grafschaft Castres war ein Resultat der Albigenserkriege. Die Stadt Castres war im Mittelalter vom Vizegrafen von Albi abhängig. Die Familie Trencavel gestand ihr eine Charta zu, mit der eine von Konsuln regierte Kommune gegründet wurde. Während der Albigenserkreuzzüge unterwarf sich die Stadt schnell Simon IV. de Montfort, der sie seinem Bruder Guy de Montfort zum Lehen gab.
1356 erhob König Johann II. Castres zur Grafschaft. 1519 wurde Castres von König Franz I. nach langen Erbstreitigkeiten mit der Domaine royal vereinigt.

## Herren von Castres

### Haus Montfort-l’Amaury
- 1211–1228: Guy de Montfort († 1228), seigneur de la Ferté-Alais et de Bréthencourt, Sohn von Simon III., seigneur de Montfort, und Amicie de Beaumont, Countess of Leicester
- 1228–1240: Philippe I. de Montfort († 1270), seigneur de Castres, dann Herr von Tyros und Toron, Sohn von Guy und Helvis d’Ibelin
- 1240–1270: Philippe II. de Montfort († 1270), seigneur de Castres, Sohn von Philippe I. und Éléonore de Courtenay
- 1370–1300: Jean de Montfort († 1300), seigneur de Castres, Conte de Squillace, Sohn Philipps II.
- 1300–1338: Éléonore de Montfort († nach 1338), dame de Castres, Schwester Jeans; ⚭ Jean V. († 1315), comte de Vendôme

### Haus Montoire
- 1300–1315: Jean V. († 1315), comte de Vendôme, seigneur de Castres, Ehemann Eleonores
- 1338–1354: Bouchard VI. († 1354), comte de Vendôme, seigneur de Castres, Sohn von Jean V.
- 1354–1356: Jean VI. († 1364), comte de Vendôme, seigneur de Castres, Sohn von Bouchard VI.

1356 erhebt König Johann II. Castres zur Grafschaft.

## Grafen von Castres

### Haus Montoire
- 1354–1364: Jean VI. († 1364), comte de Vendôme et de Castres
- 1364–1371: Bouchard VII. († 1371), comte de Vendôme et de Castres, Sohn Johanns VI.
- 1371–1372: Jeanne († 1372), comtesse de Vendôme et de Castres, Tochter Buchards VII., unter Vormundschaft ihrer Großmutter Jeanne de Ponthieu, der Witwe Jeans VI.
- 1372–1403: Catherine († 1411), comtesse de Vendôme et de Castres, Tante Johannas, Tochter Jeans VI.; ⚭ 1364 Jean de Bourbon (* 1344; † 1393), comte de la Marche.

### Haus Bourbon
- 1362–1393: Jean de Bourbon (* 1344; † 1393), comte de la Marche, de Vendôme et de Castres, Ehemann Catherines
- 1393–1435: Jacques II. de Bourbon (* 1370; † 1438), comte de la Marche et de Castres, Sohn Jeans I.
- 1435–1462: Éléonore de Bourbon (* 1412; † nach 1464), comtesse de la Marche, de Castres, duchesse de Nemours, Tochter von Jacques II.: ⚭ 1429 Bernard d’Armagnac († 1462), comte de Pardiac

### Haus Lomagne
- 1438–1462: Bernard d’Armagnac († 1462), comte de Pardiac, de la Marche, de Castres, duc de Nemours, Ehemann Eleonores
- 1462–1476: Jacques d’Armagnac (* 1433; † 1477), comte de Pardiac et de La Marche, duc de Nemours

1476 wird Jacques d’Armagnac wegen Verrats verurteilt, sein Besitz wird von König Ludwig XI. eingezogen. Der König übergibt die Grafschaft einem seiner Beamten, Boffille de Juge.

### Haus Juge
- 1476–1494: Boffille de Juge († 1502); ⚭ 1480 Marie d’Albret, Tochter von Jean I. d’Albret, vicomte de Tartas (Haus Albret), und Catherine de Rohan

1494 tritt Boffille de Juge Castres während der Auseinandersetzungen mit den Erben Jacques d’Armagnacs an seinen Schwiegersohn Alain d’Albret ab.

### Haus Albret
- 1494–1519: Alain d’Albret, sire d’Albret (* 1440; † 1522), Sohn von Jean d’Albret, vicomte de Tartas, und Catherine de Rohan

Von 1502 bis 1519 streitet Alain d’Albret mit der Tochter Boffille de Juges um Castres. König Franz I. vereinigt die Grafschaft mit der Domaine royal, als er des Streits überdrüssig wird.

### Aleramiden
- 1526–1528: Michael Anton, Markgraf von Saluzzo (* 1495; † 1528)